# Pachrapa Chaichua
Patcharapa Chaichua (Bangkok, 5 de diciembre de 1978) es una actriz y modelo tailandesa, reconocida por su participación en una gran cantidad de series de televisión y películas en su país desde mediados de la década de 1990.

## Filmografía

### Televisión
| Año  | Título                            | Papel                | Coprotagonista          |
| ---- | --------------------------------- | -------------------- | ----------------------- |
| 1997 | Manee Neua Thai                   | Ploy Phailin.        | Kongkrapun Sangsuriya   |
| 1998 | E-Sa                              | Chai-Sawang          | Danuporn Punnakun       |
| 1998 | Chor-Fun-Pa Nun Ruk               | Chauwn-Fun           | Akkarat Sarasuk         |
| 1998 | Ku-Kuey-Koo-Kuwan                 | Pan Chewa            | Aummarin Simaroj        |
| 1999 | Look Wha                          | Look Wha             | Cheaster McDonal        |
| 1999 | Ruk Song Pop                      | KuSuMa               | Swich Petwisedsiri      |
| 1999 | Pup Plung See Chompoo             | Lily                 | Ratipong Phumalee       |
| 1999 | Mae Nak                           | Mae Nak              | Pete Tongchuea          |
| 2000 | Mor Ra Sum Hang Chee Wit          | Pha Su Nee           | Thiraphat Satchakun     |
| 2000 | Rak Na Ka ra                      | Man Mueng            | Danuporn Punnakun       |
| 2001 | Kom Pha Ya Bath                   | Pia                  | Veeraparb Suparbpaiboon |
| 2001 | Petch Tud Petch                   | Pai Luh'             | Jetrin Wattanasin       |
| 2002 | Tun Kammathep                     | Anoma                | Nuti Khemmayothin       |
| 2002 | Jit Sung Harn                     | Karima Voranun       | Natthawut Sakitchai     |
| 2002 | Jara Chon Yod Rak                 | Orranee              | Ruergsak Roychusak      |
| 2003 | Kammathep Tua Noi                 | Muthita              | Shahkrit Yamnam         |
| 2003 | So Sanaeha                        | Pralee               | Thana Suthikamorn       |
| 2003 | Derm Pun Woon Wiwa                | Plengpin Ratanasirin | Phanu Suwanno           |
| 2004 | 7 Pha Gran                        | Lum Doaun            | Danuporn Punnakun       |
| 2004 | Pha Mai                           | Lenu Nuoan           | Natthawut Sakitchai     |
| 2004 | Nang Sao jing jai Kub Nai San Dee | Miss Jingjai         | Jesdaporn Pholdee       |
| 2005 | Chaloey Barb                      | Methinee             | Phanu Suwanno           |
| 2005 | Plueng Payu                       | Dra. Parichat        | Thana Suthikamorn       |
| 2005 | HemmaRaj                          | Kajarin              | Sornram Theppitak       |
| 2005 | Song Sanaeha                      | Dearnyard/Philardluk | Veeraparb Suparbpaiboon |
| 2006 | Sai Luerd Haeng Rak               | Alin                 | Pattarapol Silpajarn    |
| 2006 | Pin Mook                          | Pinmook              | Siwat Chotchaicharin    |
| 2006 | Rang Rit Pit Sa Wad               | Phar Wa              | Sunti Weerabunchai      |
| 2007 | Bub Peh Leh Ruk                   | Vi&Kavita            | Nutthawut Sakidjhai     |
| 2008 | Yey Fha Tha Din                   | Ticha                | Sukollawat Kanarot      |
| 2009 | Mia Luang                         | OrnIn                | Thiraphat Satchakun     |
| 2009 | Jaew Jai Rai Kub Chai Taewada     | Jaew                 | Arak Amornsupasiri      |
| 2009 | Kularb Nuea Mek                   | Airin                | Woranut Bhirombhakdi    |
| 2010 | Prajun La Payak                   | Junchai              | Sukollawat Kanarot      |
| 2011 | A love rival.                     | Ing dow              | Shahkrit Yamnam         |
| 2011 | Nı rxy rạk                        | M̀ān mạs̄lin'          | nawat kul rạtn rạks̄     |
| 2012 | Ubatihet                          | Wisani               | Akkaphan Namart         |
| 2014 | Prao                              | Prao & Min           | Sukollawat Kanarot      |
| 2017 | Plerng Phra Nang                  | Ananthip             | Kelly Thanapat          |
| 2020 | Jarl Sadtroo Soo Hua Jai          | Sophita              | Mik Thongraya           |

### Cine
| Año  | Título           | Papel  |
| ---- | ---------------- | ------ |
| 2003 | Fake             | Bwina  |
| 2007 | Ghost Child      | Nantha |
| 2010 | Ghost Mother     | Rati   |
| 2011 | 30 Kam Lung Jaew | Ja     |
| 2015 | Single Lady      | Bright |

### Como presentadora
| Año  | Título  | Cadena         |
| ---- | ------- | -------------- |
| 2004 | Jor Jie | BBTV Channel 7 |